# Dwoinka

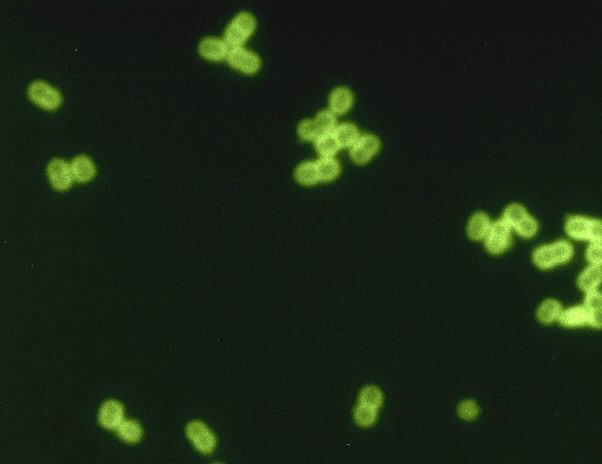
Wybarwione fluoroscencyjnie dwoinki zapalenia płuc (Streptococcus pneumoniae)

Dwoinka (łac. Diplococcus; l. mn. diplococci) – morfologiczna forma bakterii powstająca w wyniku połączenia dwóch komórek utworzonych po podziale amitotycznym. Często posiadają wspólną otoczkę.
Przykłady dwoinek:
- dwoinka rzeżączki (Neisseria gonorrhoeae)
- dwoinka zapalenia opon mózgowo-rdzeniowych (Neisseria meningitidis)
- dwoinka zapalenia płuc (Streptococcus pneumoniae)